# Odon de Cluny
Pour les articles homonymes, voir Odon.
Odon de Cluny ou Eudes de Cluny, né entre 878, et 882 dans le Maine ou en Touraine (Empire carolingien), et mort à Tours le 18 novembre 942, était un moine bénédictin qui fut abbé de Cluny de 926 à 942. Successeur de Bernon, le premier abbé, il joua un rôle éminent dans le développement de l'ordre de Cluny. Il est reconnu saint par l'Église catholique et célébré le 18 novembre.

## Biographie

### Naissance miraculeuse et première éducation
Il nait aux alentours de 880, fils d'un Abbon et peut-être d'une certaine Ava ou Avigerne. Il est issu d'une famille noble franque, très probablement d'Aquitaine. Quand il est conçu, sa mère est déjà d'un âge avancé, et considérée comme stérile (il est le premier enfant du couple). Sa mère meurt probablement en couches ou lorsqu'Odon est encore en bas âge. Son père Abbon est un personnage de haut rang, d'une culture juridique exceptionnelle pour l'époque (il lit les Novelles de Justinien dans le texte, ce qui est plutôt rare).
D'après la Vita sancti Odonis a Joanne monacho Italio, livre I, chapitres V, VI, VII, VIII, composée par un moine italien contemporain d'Odon, sa naissance et son enfance sont présentés de la sorte : « Il (son père) lui vint à la pensée de demander à Dieu, au nom de l'Enfantement de la Vierge, de lui accorder un fils ; et, en effet, par la ferveur de ses prières, il obtint de rendre la vie au sein déjà stérile de ma mère. Tel fut ainsi que mon père le racontait souvent, la cause de ma naissance. Un jour, au temps de mon enfance... il m'éleva entre ses bras... « Perle des prêtres, ô Martin, s'écria-t-il, reçois cet enfant sous ta garde. » »
Il est envoyé notamment à la cour du comte d'Anjou, puis à celle du duc d'Aquitaine Guillaume Ier le Pieux pour y recevoir une éducation de chevalier en compagnie notamment de Ebles Manzer, il est à l'office de la vènerie et de l'oisellerie ; il apprend la musique et la dialectique à Paris, où il est l'élève de l'évêque d'Auxerre Rémi, qui y enseigne le trivium et le quadrivium. Il entre comme chanoine à l'abbaye Saint-Martin de Tours en 899. Il entreprend l'étude de la grammaire et les pratiques religieuses à Tours (près du tombeau de saint Martin de Tours) et dirige les chants à la cathédrale de Tours.
Plus tard son père lui fait donner une éducation par un prêtre ; celui-ci raconta : « Je vis de mes propres yeux les princes de l'Église venir me réclamer cet enfant avec instance...pour le conduire avec nous dans les contrées d'Orient » ; ils promirent de venir le rechercher plus tard en le laissant pour le moment.[réf. nécessaire]

### Entrée dans les ordres
En 899, Odon devint chanoine en présence de Foulque le Roux, qui lui donna une maison près de l'abbaye et lui acheta une prébende canoniale. Dans un sermon fait en 940 après la remise en état de la basilique, Odon fait mention d'un incendie de celle-ci en 903[Interprétation personnelle ?]. Certains[Qui ?] ont lié cet incendie au siège de Tours par les Vikings.
Il écrit un abrégé des Morales de Grégoire le Grand.
Ne trouvant pas la vie de chanoine suffisamment sévère, ayant lu la règle de saint Benoît à Saint-Martin, il entre dans les ordres en 912 et va à l'abbaye de Baume. Il reçoit l'habit monastique des mains du premier abbé de Cluny  Bernon.[réf. nécessaire]
Avant Cluny et peut-être avant Aurillac, il est abbé de Saint-Pierre-le-Vif à Sens.

### L'abbé d'Aurillac
Il succède comme troisième abbé d'Aurillac à Jean, qui était de la parenté de son fondateur saint Géraud, dont il a écrit la vie à la demande de Turpin d'Aubusson, évêque de Limoges, qui l'ordonne prêtre en 925.
Odon recueille tous les documents et tous les témoignages de ceux qui ont connu Géraud, et étudie soigneusement la fondation et les statuts de l'abbaye qui a servi de modèle à Cluny. Avec la Vie de saint Géraud d'Aurillac, il propose le premier modèle du chevalier chrétien, celui d'un puissant seigneur qui met sa force et ses richesses au service de la justice et de la paix.
On ignore combien de temps il est abbé d'Aurillac où il a un coadjuteur du nom d'Arnulphe qui lui succède en 926.

### L'abbé de Cluny
Choisi dans son testament par Bernon pour lui succéder comme deuxième abbé de Cluny, il entre en fonctions à sa mort en 927.
En 931 il obtient du pape Jean XI que l'abbaye de Cluny ait la même immunité que l'abbaye d'Aurillac, comme chef d'ordre dépendant directement du Saint-Siège.
Il y fait construire une église dédiée à saint Pierre, dite église de Saint-Pierre-le-Vieux. Il veille à pourvoir l'abbaye d'une bonne bibliothèque, d'une école, et obtient le droit de battre monnaie.
Comme Bernon l'avait choisi pour lui succéder, il nomme son successeur, Aimar de Cluny.

## Un lettré brillant
Il rassemble les premiers manuscrits de la bibliothèque de Cluny en rapportant des livres provenant de Saint-Martin de Tours.
Doté d'une éducation musicale, il écrit plusieurs ouvrages dans lesquels il classe les mélodies et les sons, évoque l'organistrum, ancêtre de la vièle. Mais on lui attribue à tort d'avoir été le premier à nommer les notes avec des lettres (le A pour le la, le B pour le si… usage conservé dans les pays germaniques et anglo-saxons).
Odon de Cluny a écrit  :
- des Collationes ; on lui attribue également à tort (cf. ci-dessus) le Dialogue sur la musique, et parfois la Musica Enchiriadis, ouvrages sur la musique ;
- une Occupatio, poésie épique sur le salut ;
- une Vie de saint Géraud d'Aurillac, qui décrit la vie militaire et la vie sainte du personnage, à la demande de Turpin de Limoges ;
- des épitomés, abrégés d'autres ouvrages religieux ;
- des Sermons, où il insiste sur l'autorité de la hiérarchie ecclésiastique et sur la chasteté ;
- une translatio, récit de la translation du corps de saint Martin de Tours en Bourgogne (cérémonie importante à l'époque).

## Citation
- « la beauté physique ne va pas au-delà de la peau. Si les hommes voyaient ce qui est sous la peau, la vue des femmes leur soulèverait le cœur. Quand nous ne pouvons toucher du bout du doigt un crachat ou de la crotte, comment pouvons-nous désirer embrasser un sac de fiente ? »[19]